# Diên Biên Phu (filme)
Diên Biên Phu (bra: Diên Biên Phu - A Última Batalha da Indochina) é um filme franco-vietnamita dirigido por Pierre Schoendoerffer. O filme foi lançado em 4 de março de 1992.
Com seu enorme orçamento, elenco de estrelas e cenas de guerra realistas produzidas com a cooperação das forças armadas francesas e vietnamitas, Dîen Bîen Phu é um dos mais importantes filmes de guerra produzidos na história do cinema francês. O filme retrata o cerco de 55 dias do campo entrincheirado de Dien Bien Phu em 1954, a última batalha decisiva do exército colonial da União Francesa na Primeira Guerra da Indochina. A batalha encerraria o domínio francês no sudeste asiático, com o fim da Indochina Francesa e a sua divisão entre Vietnã do Norte e do Sul, além do Camboja e do Laos.
O filme foi indicado para o prêmio César de melhor trilha sonora de 1993. A trilha sonora original de Diên Biên Phu foi composta e parcialmente interpretada pelo pianista Georges Delerue, com participação da vocalista japonesa Marie Kobayashi. Em 1994, em comemoração aos 40 anos do cerco de Dien Bien Phu, o diretor Pierre Schoendoerffer publicou um livro de bastidores chamado "Diên Biên Phu - De la Bataille au Film" (Dien Bien Phu: Da Batalha ao Filme). Em 2004, durante a comemoração dos 50 anos da batalha, Schoendoerffer publicou uma versão completa de seu filme em formato DVD.

## Sinopse
Em março de 1954, em Hanói, o jornalista americano Howard Simpson se encontra no meio da batalha de 57 dias do cerco ao acampamento entrincheirado de Diên Biên Phu, na Indochina entre o exército francês e o Viet Minh. O cerco épico é o fim de uma era, uma página virada para sempre, e finalmente resultaria na derrota e rendição das forças francesas e na eventual retirada da França da Indochina. Lá, num vale distante, tudo se perdeu, menos a honra.

## Elenco
Os personagens do filme têm nomes fictícios. Seus papéis são inspirados na vida de homens que realmente existiram, embora existissem "arranjos" para efeitos do filme.

### Militares
- Patrick Catalifo: Capitão Jégu de Kerveguen. Inspirado na personalidade do Major Jean Pouget.[9]
- Maxime Leroux: Tenente de Artilharia Colonial. O papel do tenente de artilharia é inspirado no Tenente Paul Brunbrouck. No entanto, esse nome não é mencionado no filme nem creditado nos créditos.
- François Negret: Cabo de intendência.
- Patrick Chauvel: Tenente Duroc, piloto de Douglas DC-3.
- Christopher Buchholz: Capitão Morvan, do Estado-Maior.
- Raoul Billery: Padre Wamberger, um capelão católico, apelidado de "padre" (em italiano).
- Eric Do: Tenente Ky, oficial do 5e BPVN.
- Sava Lolov: Sargento Thade Korzeniowski, 1e RCC.
- Luc Lavandier: Sargento do destacamento guerrilheiro tailandês.
- Ludovic Schoendoerffer: cinegrafista do serviço cinematográfico dos exércitos. O diretor Pierre Schoendoerffer ocupou esse cargo em 1954 em Diên Biên Phu. Seu filho Ludovic desempenha seu papel. O nome de família não é mencionado no filme.
- Igor Hossein: Fotógrafo do serviço cinematográfico das forças armadas. Evocação de Jean Péraud, fotógrafo e irmão de armas de Pierre Schoendoerffer, desaparecido em 1º de julho de 1954.
- Geneviève de Galard: Geneviève, enfermeira militar, apenas seu primeiro nome sendo mencionado.

### Civis
- Donald Pleasence: Howard Simpson, jornalista americano do San Francisco Chronicle, supostamente ganhou o Prêmio Pulitzer.
- Lyudmila Mikael: Béatrice Vergnes, violinista do Conservatório de Paris, em digressão pelo Extremo Oriente. Prima do Capitão de Kerveguen.
- Jean-François Balmer: Jornalista da AFP.
- Le Van Nghia: O ciclo-riquixá apelidado "velho caranguejo".
- Long Nguyen Khac: Sr. Vinh, impressor e homem de letras, nacionalista.
- Thé Anh: Ông Cọp, ou seja, "Senhor Tigre", financiador chinês, organizador de jogos de azar.
- Maitê Nahyr: A senhoria da Eurásia, comerciante de ópio.
- Hoa Debris (Espérance Pham Thái Lan): Betty, dona do bar "Normandie".[10]
- Thu Ha: Noiva do Sargento Thade Korzeniowski.

## O idealizador
Pierre Schoendoerffer, o idealizador do filme, foi um romancista, diretor, roteirista e documentarista francês, nascido em 5 de maio de 1928 em Chamalières e falecido em 14 de março de 2012 em Clamart. Vencedor da Academia Francesa e galardoado com um Óscar, foi membro da Academia de Belas Artes desde 1988; sendo seu presidente duas vezes, em 2001 e 2007.
Depois de ingressar na marinha mercante, Pierre Schoendoerffer alistou-se voluntariamente para servir na Indochina (1952-1954) como cinegrafista do Serviço Cinematográfico das Forças Armadas (Service cinématographique des Armées, SCA; atual ECPAD). Ferido e feito prisioneiro em Diên Biên Phu, depois de solto, foi então repórter mundo afora (1955-1956) do Pathé Journal, Paris Match, Paris-Presse, Time, Life e televisão. A partir de 1956, Pierre Schoendoerffer dedicou-se a escrever e dirigir filmes, produzindo filmes de guerra realistas como La 317e Section, Le Crabe-Tambour e L’Honneur d’un capitaine, antes da sua mega-produção Dien Bien Phu. Pierre foi homenageado em 2011 com o documentário Pierre Schoendoerffer, la sentinelle de la mémoire.

## Personalidades no filme
Para reforçar a veracidade histórica dos comentários ouvidos no filme, alguns participantes de prestígio que participaram da batalha ou lideraram as operações na Indochina são citados nos diálogos:
- Coronel Jules Gaucher, comandante da 13e DBLE, morto em 13 de março de 1954 no início do ataque.
- Major Marcel Bigeard, comandante do 6e BPC que será lançado de paraquedas em reforço em Diên Biên Phu.
- Coronel de Castries, comandante do acampamento entrincheirado de Diên Biên Phu
- General Võ Nguyên Giáp, comandante do Exército Popular do Vietnã.
- General Henri Navarre, comandando a força expedicionária francesa na Indochina.
- General René Cogny, comandando as tropas francesas no Tonquim.
- General Jean de Lattre de Tassigny, ex-comandante das tropas francesas na Indochina.
- Tenente-Coronel Pierre Langlais, comandando o Grupo Aerotransportado em Diên Biên Phu.
- Tenente-Coronel Charles Piroth, comandante da artilharia, que se suicidou ao ver a ineficácia de seus canhões contra os canhões do Viet Minh.
- Tenente Paul Brunbrouck, oficial de artilharia da 4ª bateria do 4e RAC ( 2e Grupo do 4º Regimento de Artilharia Colonial).
- Geneviève de Galard, enfermeira militar, apelidada de "o anjo de Dien Bien Phu".[16]

## História, documentação e filmagem

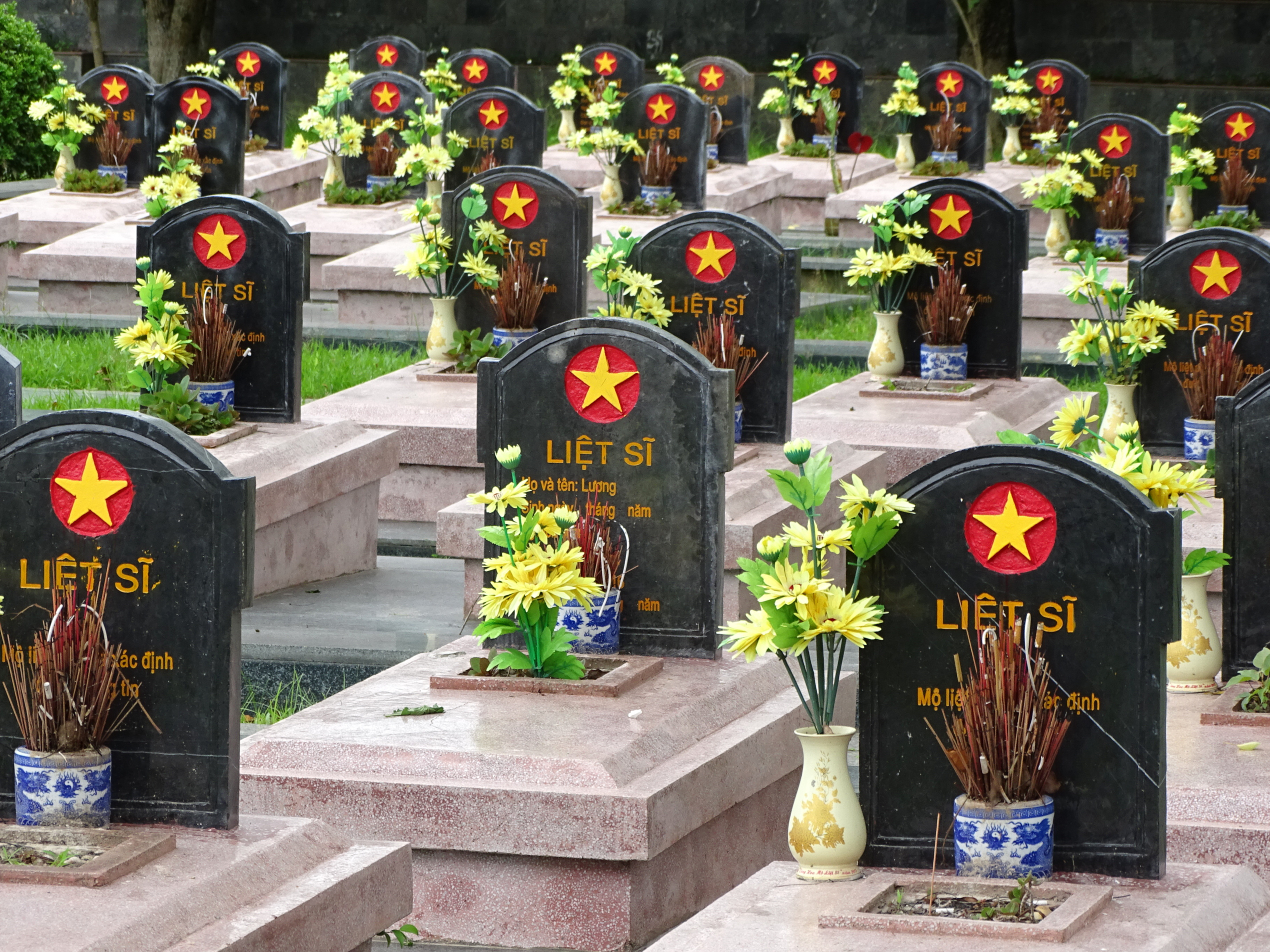
Lápides no cemitério de Dien Bien Phu.

A Batalha de Diên Biên Phu já fez muita tinta correr, muitos livros foram escritos sobre a batalha decisiva da Guerra da Indochina. O diretor Pierre Schoendoerffer conhece muito bem o assunto, pois ele próprio participou da batalha, como cinegrafista do serviço cinematográfico das forças armadas. Um de seus filhos, Ludovic Schoendoerffer, interpreta seu papel no filme.

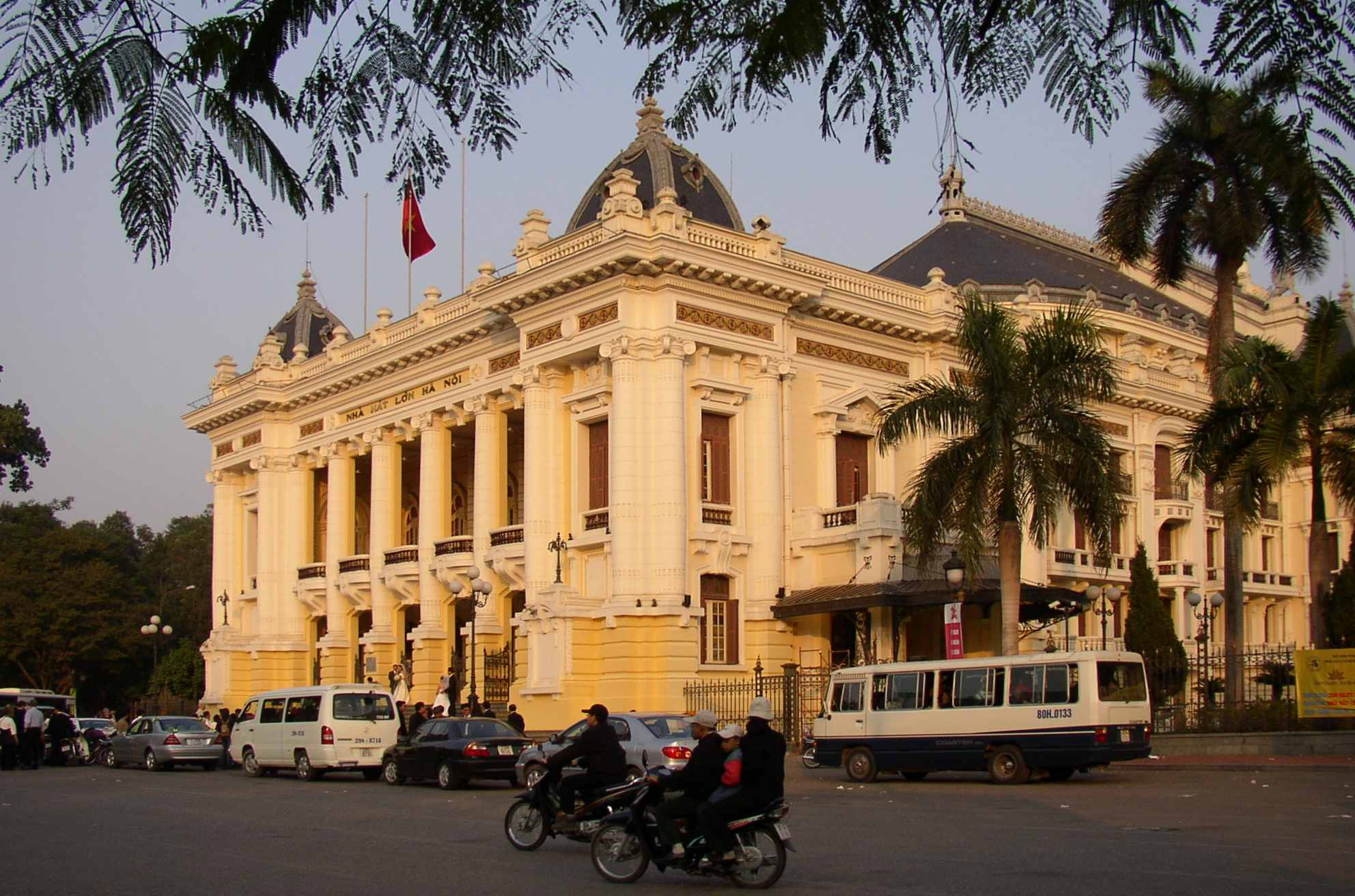
A Casa de Ópera de Hanói.

Filmado no Vietnã com a participação do exército vietnamita, que forneceu muitos figurantes, o filme não contém anacronismos graves como muitas vezes pode ser visto em certos filmes de guerra. Os equipamentos e uniformes franceses da guerra da Indochina vieram de estoques americanos da Segunda Guerra Mundial, a representação foi reproduzida fielmente para as filmagens. Para a ocasião, três aviões verdadeiros Douglas C-47 Skytrain (versão cargueira do Dakota DC-3) foram adquiridos nos Estados Unidos e transportados, por saltos sucessivos e graças a tanques de combustível adicionais, até as locações de filmagem. No entanto, os números de registo militar (da Força Aérea dos EUA) que foram pintados nos aviões, não correspondem a aviões deste modelo.

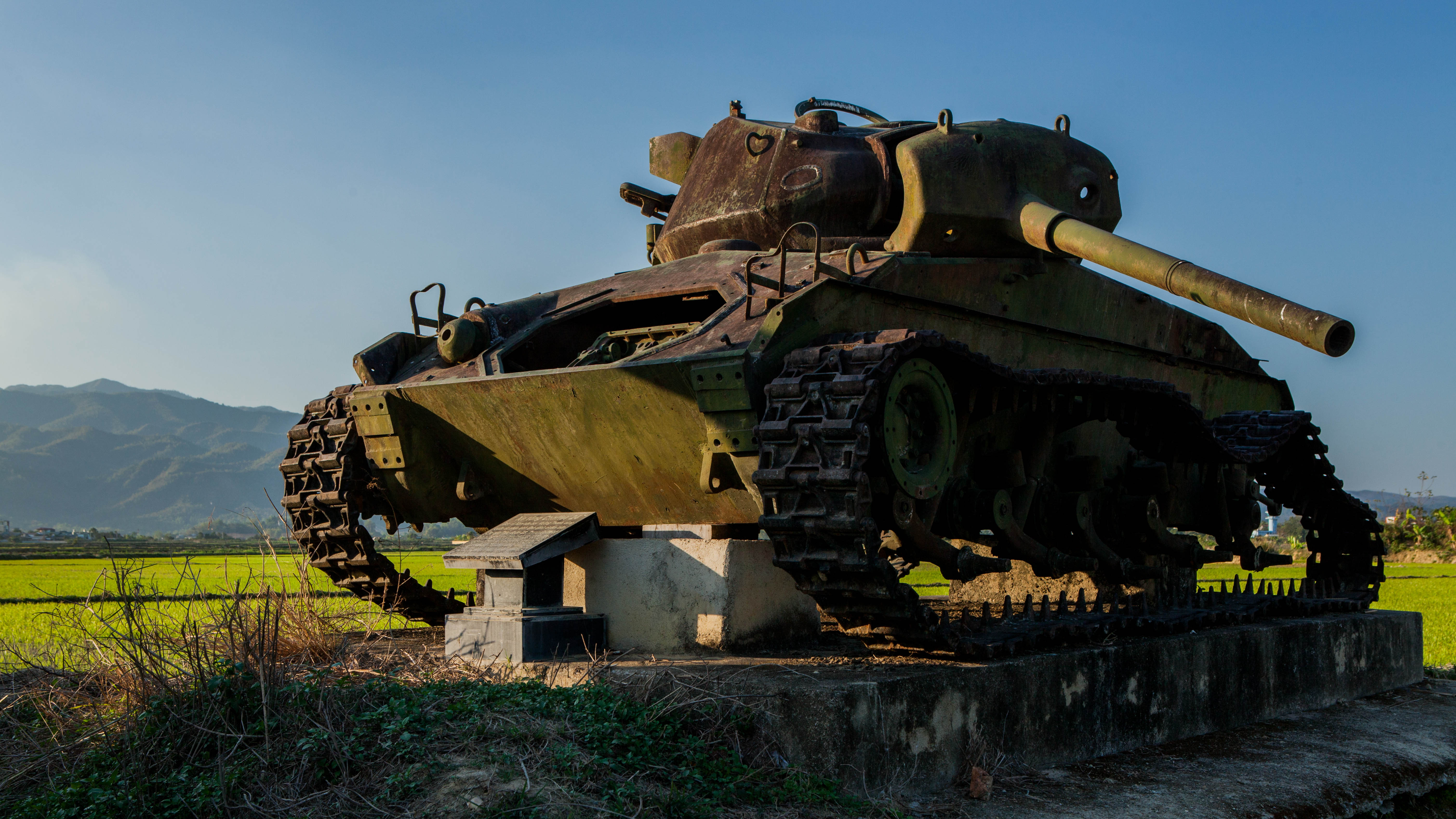
Um M24 Chaffee destruído e preservado em Dien Bien Phu.

Armas individuais, veículos sobre rodas e a presença de uma ponte Bailey atravessando o rio Nam Youm, refletem o que existia em Diên Biên Phu em 1954. Os dez tanques M24 Chaffee do esquadrão blindado que estava lá em 1954, são representados por alguns M41 Walker Bulldogs disfarçados, dos antigos estoques do exército do Vietnã do Sul, derrotado em 1975 e anexado ao atual Vietnã.
Um verdadeiro esforço também foi feito para reproduzir parte das trincheiras, e até mesmo os topos do posto de comando do local (PC GONO). O campo de batalha foi reconstruído em um local “virgem" mais parecido com a Ðiện Biên Phủ de 1954 do que a atual, altamente urbanizada.
As cenas do filme que se passam em Hanói foram na verdade rodadas na antiga rua Paul Bert, perto da ponte Long Biên, a velha ponte Doumer, um dos símbolos da antiga presença francesa no Vietnã. As cenas também foram filmadas em frente à Casa de Ópera de Hanói. Por fim, as cenas foram filmadas no Aeroporto Gia Lâm, não muito longe de Hanói, aeroporto de onde os paraquedistas realmente voaram para Diên Biên Phu durante a batalha.
O filme apresenta uma série de acontecimentos e ações individuais, muitas vezes anônimas, contadas na farta literatura dedicada à batalha, ou nas memórias diretas do diretor. Para fins de edição, eles foram reunidos e atribuídos a alguns atores. O oficial que inspirou o personagem do tenente de artilharia é Paul Brunbrouck, do 4e RAC, cuja bateria de obuseiros de 105mm foi instalada na colina Dominique 3. O doutor Paul-Henri Grauwin, embora também não seja mencionado no filme, é visto várias vezes trabalhando na enfermaria do campo, onde se acumulavam os feridos que não podiam mais ser evacuados.
Por fim, o ator principal, Patrick Catalifo, retrata através do seu papel de Capitão Jegu de Kerveguen um conjunto de figuras que se distinguiram durante a batalha, nomeadamente a do Capitão Alain Bizard, do 5e BPVN que detinha Huguette 7 com uma companhia de marcha.

### Conclusão do diretor
O diretor Pierre Schoendoerffer também é o narrador do filme. Ele comenta as principais fases. É ele quem oferece a conclusão antes dos créditos finais:

"Este filme foi rodado menos de quarenta anos depois da batalha de Diên Bien Phu, no Vietnã, no Tonquim como costumávamos dizer, com os vietnamitas e o exército do Vietnã. Foi uma experiência emocionante para eles e para nós. Fechar uma página dolorosa da nossa história, só faz sentido se ajudar a nos reconectarmos com esse Vietnã que amamos, que amo."

## Citações do filme
- “Veja, senhor Simpson, talvez Giap ganhe, talvez os franceses ganhem, mas com certeza vou ganhar muito." — Ong Cop, o chinês.
- "Quando tudo acabar, eu vou te dizer quantos milhões foram jogados, e você me diz quantas vidas foram perdidas, vai ser interessante comparar." — Ong Cop, o chinês.
- “Aproveite a guerra, porque o que vem depois será terrível." — proprietária, comerciante de ópio.
- "Sr. Simpson, diga a verdade, apenas a verdade. Muitas mentiras são contadas sobre nossa guerra e sobre nós." — Tenente Ky, 5e BPVN.
- "Eu amo a França, não necessariamente os franceses, não pergunte muito." — Sr. Vinh, impressor nacionalista.
- “É bastante agradável para um capitão bretão, com espírito aventureiro, estar ao mesmo tempo ao serviço de um imperador, de dois reis e, por acaso, de uma república." — Capitão Jegu de Kerveguen.
- "Uma e a mesma lei governa o curso do obus e aquele da terra ao redor do sol, é bom saber de qualquer maneira, é reconfortante. Veja filho, não é por acaso que cai sobre nós, é a lei do velho Isaque. — Tenente de artilharia.
- “A morte é a vitória da gravidade." — Tenente de artilharia.
- "Qual é o sentido de matar o urso, se não vendemos a pele primeiro? É de um amigo meu judeu do Brooklyn." — Jornalista Howard Simpson.
- “O sacrifício da vida é um enorme sacrifício. Apenas um é mais terrível. O Sacrifício da Honra." — Padre Wamberger.
- "O soldado deve se esforçar para modelar sua ação no jogo da velha, esse animal sublime que morre, mas nunca se recupera, disse o velho Joffre." —Capitão Jegu de Kerveguen
- "Ei, filho! Vamos aplicar a eles a grande lei universal... a lei do velho Isaque!" — Tenente de artilharia.
- Perto do final, quando a batalha está perdida para os franceses, o jornalista francês (interpretado por Jean-François Balmer) escreve um artigo final que cita o poema de L'Expiation (1853), de Victor Hugo:

"É a retribuição desta vez, Deus severo?"
Então entre os gritos, os boatos, o canhão,
Ele ouviu a voz respondendo-lhe: “Não!